# راجر آلبرو
راجر آلبرو (انگلیسی: Roger Alborough؛ زادهٔ ۱۹ فوریهٔ ۱۹۵۳) بازیگر است.
از فیلم‌ها یا مجموعه‌های تلویزیونی که وی در آن‌ها نقش داشته‌است، می‌توان به آینه سیاه، شاهد خاموش، ایست‌اندرز، معدن طلای مخملی، تلفات، قهرمان من، پاتریک ملروز و پوآرو اشاره نمود.